# William Courtenay, IX conte di Devon
William "Kitty" Courtenay, IX conte di Devon (1768 – Parigi, 26 maggio 1835) è stato un nobile inglese.

## Biografia

### Infanzia
William Courtenay era il quarto (e l'unico maschio) dei quattordici figli di William Courtenay, VIII conte di Devon e Lady Frances Clark e fu battezzato il 30 agosto 1768. Alla morte del padre divenne il terzo visconte di Powderham e divenne rapidamente noto per lo stile di vita stravagante. Fece ampliare Powderham Castle con una sala per la musica progettata da James Wyatt.

### L'omosessualità
L'omosessualità di Courtenay, che non si sposò mai e non ebbe erede, era nota in tutto il Devon: John Swete, un pastore suo vicino, gli scrisse per cercare di convincerlo ad accostarsi più regolarmente ai sacramenti, mentre Thomas Christopher Banks lo descrisse ad Henry Brougham dicendo che Courtenay si doveva considerare fortunato del fatto che i suoi beni non fossero stati sequestrati e lui non fosse stato decapitato, come accadde nel 1541 a Lord Hungerford di Heytesbury, una delle prime vittime del Buggery Act 1533.
Nel 1784 ebbe una relazione con il collezionista d'arte William Beckford, che fu un motivo di scandalo; una lettera tra i due fu intercettata dallo zio di Courtenay, Lord Alexander Wedderburn, che la fece pubblicare sui giornali. Lo scandalo obbligò i due amanti a lasciare l'Inghilterra e Courtenay si rifugiò a New York, dove visse fino al 1813. 

### La morte
Successivamente si trasferì in Francia, dove visse il suo tempo tra il suo castello a Draveil e Parigi, dove morì per cause naturali.